# Ragnarok Odyssey
Ragnarok Odyssey es un videojuego de rol para el sistema PlayStation Vita. Está basado en el universo del MMORPG Ragnarok Online y contiene muchos elementos de la mitología nórdica. Fue lanzado en febrero de 2012 en Japón, el 21 de agosto de 2012 en Corea del Sur, el 30 de octubre de 2012 en Norteamérica y el 20 de febrero de 2013 en Europa. Se lanzó una versión actualizada titulada Ragnarok Odyssey Ace para PlayStation Vita y PlayStation 3.

## Jugabilidad
Ragnarok Odyssey es un juego de rol de acción en tiempo real en línea similar a la serie Monster Hunter . El juego conserva muchos elementos típicos de los juegos de rol, como la salud y la magia, la recolección y fabricación de objetos, la interacción con los NPC y un sistema de clases, pero no un sistema de niveles. Las misiones en Odyssey se reciben en las salas de gremio y generalmente consisten en recolectar objetos o matar enemigos.
Hay seis clases intercambiables que los jugadores pueden elegir: el guerrero espadachín, el herrero, el mago, el asesino, el cazador y el clérigo, con sus propias ventajas y debilidades individuales. En lugar de un sistema de niveles típico, Odyssey utiliza un sistema de cartas. Las tarjetas se pueden equipar a la ropa o armadura de un personaje para proporcionar mejoras en las estadísticas y habilidades específicas de la clase. La ropa y la armadura mejoradas pueden tener una mayor capacidad de cartas y, por lo tanto, pueden equipar cartas adicionales o de mayor coste. Las cartas se encuentran en las tiendas o las dejan caer los enemigos derrotados.

## Ragnarok Odyssey Ace
Ragnarok Odyssey Ace es una versión actualizada de Ragnarok Odyssey desarrollada para PlayStation Vita y PlayStation 3 . Esta nueva versión del juego contiene todo el DLC del juego original, así como nuevos enemigos, habilidades, HUD de mazmorras, ajuste del equilibrio del juego y un episodio extra después del final. Las primeras copias impresas del juego incluían varias bonificaciones dentro del juego.   También es posible importar datos guardados del juego original para usarlos en Ragnarok Odyssey Ace. 

La versión para PlayStation Vita se lanzó el 29 de agosto de 2013 en Japón.  El compositor Nobuo Uematsu contribuyó con una nueva canción para Ragnarok Odyssey Ace . 
Raganrok Odyssey y Odyssey Ace recibieron "críticas mixtas o promedio" en todas las plataformas según el sitio web de agregación de reseñas Metacritic .    La crítica más positiva vino de James Stephanie Sterling ' Destructoid, quien elogió las imágenes de la versión anterior, calificándola como el juego de Vita más atractivo hasta la fecha, las pantallas de carga rápida, la personalización, los controles ajustados y el uso sutil de la pantalla táctil.  Famitsu le dio a Odyssey una puntuación de un nueve, dos ochos y un siete,  y más tarde le dio a la versión Vita de Odyssey Ace dos nueves, un ocho y un nueve. 
Digital Fix le dio a Odyssey seis de diez, llamándolo "un ejemplo perfecto de ideas brillantes que han sido mal ejecutadas".  Sin embargo, Digital Spy le dio dos de cinco, llamándolo "una oferta pulida con controles ajustados y buenos gráficos, pero un poco de innovación habría sido de gran ayuda. En términos de estilo y jugabilidad, esto es poco más que una oferta genérica de RPG que no logra construir sobre bases sólidas".  411Mania le dio a la versión de PlayStation 3 de Odyssey Ace seis de diez, llamándolo un "juego de nicho y como tal no atraerá al mercado masivo, pero si sientes la necesidad de un clon de Monster Hunter en el intervalo entre lanzamientos, este juego definitivamente te calmará. No puedo decir que este sea mi tipo de juego, pero algunas de las nuevas incorporaciones ciertamente mejoraron el juego y lo hicieron una experiencia más agradable". 

En julio de 2012, Ragnarok Odyssey vendió más de 100.000 unidades en Japón. Ragnarok Odyssey Ace vendió 31,622 unidades físicas durante la primera semana de lanzamiento en Japón.